# Bob Bondurant
Robert Bondurant (ur. 27 kwietnia 1933 w Evanston, zm. 12 listopada 2021 w Phoenix) – amerykański kierowca wyścigowy.

## Życiorys
Bondurant wychował się w Los Angeles. Ściganie się samochodami rozpoczął w 1956 roku. W 1959 roku zdobył Chevroletem Corvette tytuł w Mistrzostwach „B” Samochodów Produkcyjnych Zachodniego Wybrzeża.
W 1963 roku został członkiem zespołu Carrolla Shelby'ego Ford Cobra i rozpoczął ściganie się w Europie. W tym samym roku wygrał klasę GT w wyścigu 24h Le Mans. W 1965 roku zespół Shelby Cobra wygrał Mistrzostwa Świata Producentów. Pod koniec roku ścigał się fabrycznym Ferrari w Grand Prix Stanów Zjednoczonych. W 1966 roku ścigał się prywatnym BRM, brał udział w Mistrzostwach Świata Samochodów Sportowych oraz był konsultantem technicznym przy produkcji filmu Johna Frankenheimera Grand Prix. Pod koniec roku ścigał się Eaglem w Formule 1.
W 1967 roku przeniósł się do serii Can-Am, gdzie ścigał się McLarenem. Odniósł jednak poważną kontuzję podczas wypadku. Następnie założył szkołę wyścigową w Ontario, którą później przeniósł do Sears Point, a następnie do Phoenix. Pełnił także rolę komentatora telewizyjnego.

## Wyniki w Formule 1
| Legenda oznaczeń w tabelach wyników Wyświetl szablon na nowej stronie | Legenda oznaczeń w tabelach wyników Wyświetl szablon na nowej stronie                                                                     |
| Oznaczenie                                                            | Wyjaśnienie |
| --------------------------------------------------------------------- | --- |
| Złoty                                                                 | Zwycięzca lub mistrzostwo |
| Srebrny                                                               | 2. miejsce lub wicemistrzostwo |
| Brązowy                                                               | 3. miejsce lub II wicemistrzostwo |
| Zielony                                                               | Ukończył, punktował (w klasyfikacji generalnej, gdy zdobył co najmniej jeden punkt na przestrzeni sezonu, poza trzema powyższymi opcjami) |
| Niebieski                                                             | Ukończył, nie punktował (w klasyfikacji generalnej, gdy nie zdobył co najmniej jednego punktu na przestrzeni sezonu)                      |
| Czerwony                                                              | Nie zakwalifikował się (NZ) |
| Czerwony                                                              | Nie prekwalifikował się (NPK) |
| Różowy                                                                | Nie ukończył (NU) |
| Różowy                                                                | Niesklasyfikowany (NS) (w klasyfikacji generalnej, gdy nie został sklasyfikowany w żadnym wyścigu sezonu)                                 |
| Czarny                                                                | Zdyskwalifikowany (DK) |
| Czarny                                                                | Wykluczony (WYK/EX) |
| Biały                                                                 | Nie wystartował (NW) |
| Biały                                                                 | Kontuzjowany (K/INJ) |
| Biały                                                                 | Wyścig odwołany (OD/C) |
| Bez koloru                                                            | Został wycofany (WYC/WD) |
| Bez koloru                                                            | Nie przybył (NP/DNA) |
| Bez koloru                                                            | Nie brał udziału w treningach (NT/DNP) |
| Bez koloru                                                            | Nie został zgłoszony (–) |
| Pogrubienie                                                           | Start z pole position |
| Kursywa                                                               | Najszybsze okrążenie wyścigu |
| †                                                                     | Nie ukończył, ale jego rezultat został zaliczony ze względu na przejechanie więcej niż 90% dystansu wyścigu.                              |
| *                                                                     | Sezon w trakcie |
| 1/2/3                                                                 | Punktowana pozycja w sprincie kwalifikacyjnym                                                                                             |
| Lista systemów punktacji Formuły 1                                    | |

| Rok  | Zespół                     | Samochód    | Silnik      | Wyniki w poszczególnych eliminacjach | Wyniki w poszczególnych eliminacjach | Wyniki w poszczególnych eliminacjach | Wyniki w poszczególnych eliminacjach | Wyniki w poszczególnych eliminacjach | Wyniki w poszczególnych eliminacjach | Wyniki w poszczególnych eliminacjach | Wyniki w poszczególnych eliminacjach | Wyniki w poszczególnych eliminacjach | Wyniki w poszczególnych eliminacjach | Pkt. | Msc. |
| ---- | -------------------------- | ----------- | ----------- | ------------------------------------ | ------------------------------------ | ------------------------------------ | ------------------------------------ | ------------------------------------ | ------------------------------------ | ------------------------------------ | ------------------------------------ | ------------------------------------ | ------------------------------------ | ---- | ---- |
| 1965 | North American Racing Team | Ferrari 158 | Ferrari V8  | ZAF -                                | MCO -                                | BEL -                                | FRA -                                | GBR -                                | NLD -                                | DEU -                                | ITA -                                | USA 9                                |                                      | 0    | 23   |
| 1965 | Reg Parnell Racing         | Lotus 33    | Climax V8   |                                      |                                      |                                      |                                      |                                      |                                      |                                      |                                      |                                      | MEX NU                               | 0    | 23   |
| 1966 | Team Chamaco Collect       | BRM P261    | BRM V8      | MCO 4                                | BEL NU                               | FRA -                                | GBR 9                                | NLD -                                | DEU NU                               | ITA 7                                |                                      |                                      |                                      | 3    | 14   |
| 1966 | Anglo American Racers      | Eagle T1G   | Climax R4   |                                      |                                      |                                      |                                      |                                      |                                      |                                      | USA DK                               |                                      |                                      | 3    | 14   |
| 1966 | Anglo American Racers      | Eagle T1G   | Weslake V12 |                                      |                                      |                                      |                                      |                                      |                                      |                                      |                                      | MEX NU                               |                                      | 3    | 14   |